# Майорівка (Конотопський район)
Майо́рівка — село в Україні, у Кролевецькій міській громаді Конотопського району Сумської області. Площа — 178,3 га. Населення становило 175 осіб у 2019 році. До 2020 орган місцевого самоврядування — Майорівська сільська рада.

## Географія
Село розташоване на відстані 15 км від адміністративного центру громади м. Кролевця. На відстані 1,5 км від села знаходиться село Терехове. Через село протікає струмок, що пересихає. Поруч проходять автомобільна дорога М02 E101 і залізниця, станція Майорівка. Обидві сполученням Київ — Москва.

## Історія
Перші відомості про село Майорівку, яке раніше носило назву Галяховщина (від прізвиська пана Галяховського), датуються першою половиною XVIII ст. Близько другої половини XIX ст. пан продав свою садибу і виїхав на Київщину. Купив садибу військовий майор, прізвище його ніхто і не знав. оскільки майор не жив у маєтку. Управляли його прикажчики. Так теперішня назва закріпилася сама по собі і збереглася аж до сьогодні.
За часів колективізації в селі було утворено колгосп ім. Чкалова, який згодом було реорганізовано в п'яту бригаду колгоспу ім. Леніна. А з 1960 р. в селі утворено Кролівецький відгодівельний радгосп.
12 червня 2020 року, відповідно до розпорядження Кабінету Міністрів України № 723-р «Про визначення адміністративних центрів та затвердження територій територіальних громад Сумської області», село увійшло до складу Кролевецької міської громади.
19 липня 2020 року, в результаті адміністративно-територіальної реформи та ліквідації Кролевецького району, увійшло до складу новоутвореного Конотопського району.

## Населення

### Мова
Розподіл населення за рідною мовою за даними перепису 2001 року:
| Мова            | Кількість | Відсоток |
| --------------- | --------- | -------- |
| українська      | 252       | 97.30%   |
| російська       | 6         | 2.32%    |
| інші/не вказали | 1         | 0.38%    |
| Усього          | 259       | 100%     |

## Символіка
На гербі зображена зірочка з погона, а на прапорі сам погон майора, що означає назву села (герб є промовистим). Узор в стилі Кролевецького переробного ткацтва говорить про майстрів і розвиток цього мистецтва в селі.

## Сьогодення
В селі працює сільськогосподарське підприємство «Агроком». Діють початкова школа, сільський центр дозвілля, фельдшерський пункт, приватні магазини.

## Відомі люди
- Мироненко Валентина Олександрівна — народний майстер художнього переборного ткацтва, член Національної спілки майстрів народного мистецтва України.